# Welsh rarebit

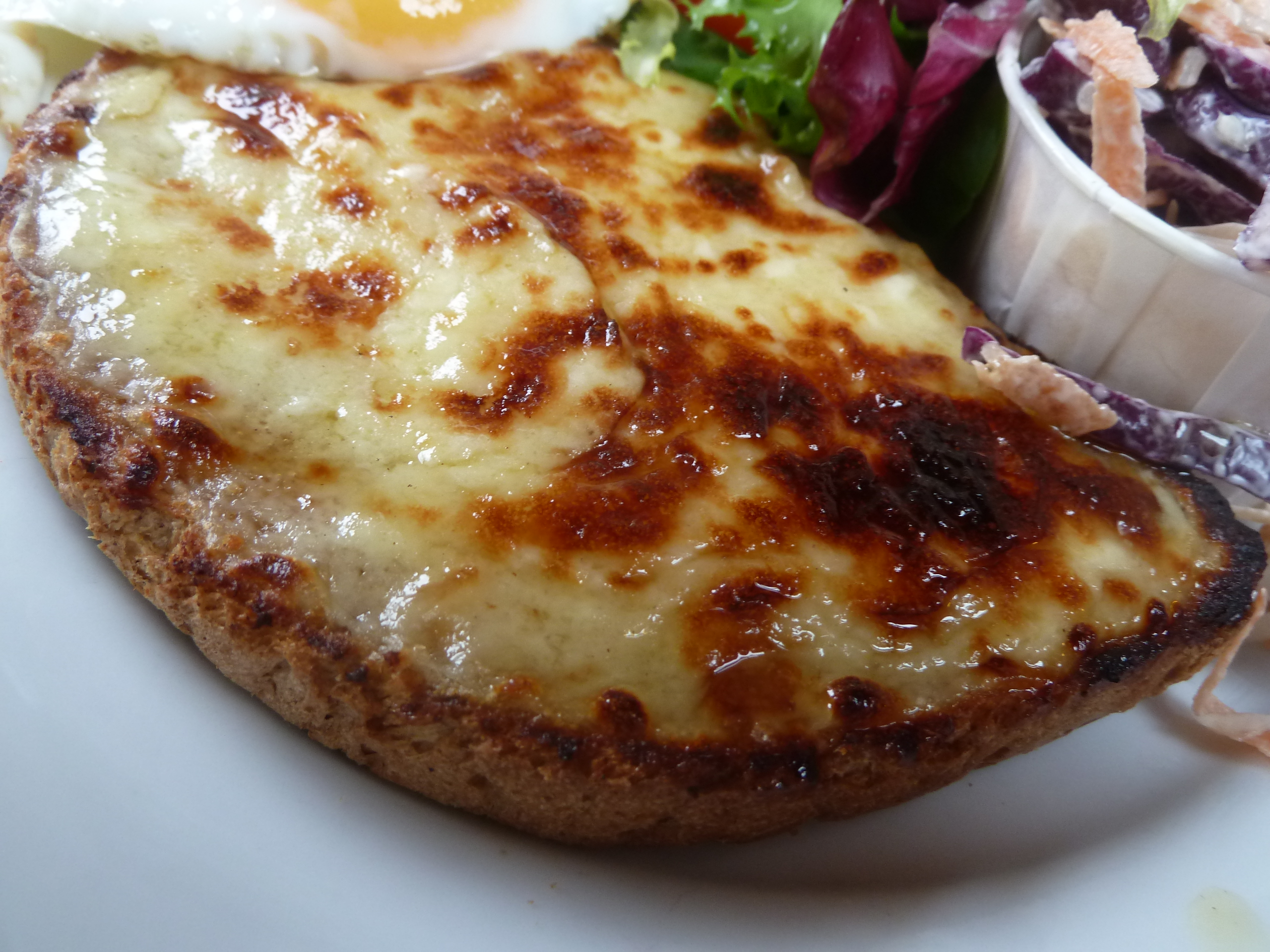
Welsh rarebit.

Welsh rarebit (ursprunglig stavning) eller Welsh rabbit (stavning baserad på folketymologi), är en maträtt bestående av rostat bröd med en sås av ost och andra ingredienser. Osten är vanligtvis cheddar och bland övriga ingredienserna förekommer ale, senap och Worcestershiresås. Rättens namn finns dokumenterat sedan 1700-talet i Storbritannien.